# 蚵寮 (臺南市)
蚵寮，原寫為蚵藔，是臺灣臺南市北門區的一個傳統地域名稱，位於該區中部略偏北。相較於今日行政區，其範圍大致包括錦湖里、蚵寮里西南半葉、雙春里南部邊界地帶中段、保吉里不含西北部、玉港里東北半葉、北門里東北葉的北部凸出部分及西半葉的西北部、永隆里不含南部及西北端。

## 歷史
臺灣日治初期，蚵寮地區為一（舊制）街庄，稱為「蚵藔庄」，隸屬於學甲堡。該庄昔日西北隔淺海與渡仔頭庄所屬沙洲北海汕洲為界，北隔急水溪與渡仔頭庄本土為界，東及東南隔急水溪及陸地與中洲庄為界，南邊隔陸地及溪流與北門嶼庄為界，西南邊隔淺海與北門嶼庄所屬沙洲新北港及南海汕洲為界。該庄西邊的北海汕洲、南海汕洲之間雖有水道連通臺灣海峽，但在行政區劃上該水道分屬於北鄰渡仔頭庄及南鄰北門嶼庄。
1901年（日治明治三十四年）11月，全臺廢縣廳改設二十廳，該庄隸屬於鹽水港廳。1903年（明治三十六年）6月，該庄編入「北門嶼區」，隸屬於鹽水港廳。1909年（明治四十二年）10月，合併二十廳為十二廳，北門嶼區改隸屬於臺南廳。1920年（大正九年），全臺地方制度大改正，廢十二廳改設五州二廳，該庄改制並雅化為「蚵寮」大字，隸屬於臺南州北門郡北門庄（新制街庄）。
戰後北門庄改制為北門鄉，隸屬於臺南縣，大字亦改制為村。1950年10月，雲、嘉、南分治，北門鄉仍隸屬於臺南縣。2010年12月25日，臺南縣市合併，北門鄉改制為北門區，隸屬於新成立的直轄市臺南市，村亦改制為里。

## 聚落
本地區發展較早的聚落有蚵藔、小蚵藔、南鯤身廟（南鯤鯓）、新厝仔、北槺榔、港北（緊臨北門嶼庄的北門嶼聚落）、西埔內（緊臨北門嶼庄的灰磘港聚落）等，在日治期初期的官方地圖上已有記載。此外，本地區尚有大白米、新渡仔頭、茱蘆、埤麻園等聚落。

## 交通
省道台17線又稱「西部濱海公路」，是臺中市清水區甲南至屏東縣枋寮鄉水底寮的幹道，經過本地區南鯤鯓、蚵藔、小蚵藔等聚落。由該道向東北可前往嘉義縣布袋鎮、東石鄉、雲林縣口湖鄉西部、四湖鄉西部等地；向南可前往將軍區、七股區、安南區、臺南市市區等地。
省道台61線又稱「西部濱海快速公路」，目前通車路段北起新北市八里區臺北港，南至臺南市七股區九塊厝，經過本地區蚵寮聚落西北側，並在本地區省道台84線（東西向快速公路－北門玉井線）交會處設有北門交流道。本地區可經由省台17線、台84線、北門交流道進入台61線，由此可快速前往台灣西部沿海各地。
省道台84線又稱「東西向快速公路－北門玉井線」。
市道171號是北門區北門市區至官田區烏山頭的道路。
區道南9線是保吉至二重港的道路。
區道南15線是北門至三寮灣的道路。

## 學校
- 蚵寮國小
- 民國九年四月一日 設立北門公學校分離教室
- 民國十一年二月十日改為分教場
- 民國二十八年四月一日改稱北門庄蚵寮公學校
- 民國三十年四月一日改稱北門庄蚵寮國民學校
- 民國三十五年一月二十八日改稱北門鄉第二國民學校
- 民國三十六年二月十日改稱北門鄉蚵寮國民學校
- 民國五十七年八月一日改稱北門鄉蚵寮國民小學
- 民國八十四年八月一日奉准立案創辦特教班
- 民國九十一年六月奉准立案創辦幼稚班
- 民國一百年十二月二十五日縣市合併，改稱北門區蚵寮國民小學
- 民國一百零七年八月一日教育部核定學校類型為偏遠學校

## 廟宇
- 南鯤鯓代天府

## 產業
- 蚵寮漁港